# Șovoaia
Șovoaia – wieś w Rumunii, w okręgu Neamț, w gminie Borlești. W 2011 roku liczyła 431 mieszkańców.